# Fulgoridicida simpliciscapus
Fulgoridicida simpliciscapus är en stekelart som beskrevs av Girault 1915. Fulgoridicida simpliciscapus ingår i släktet Fulgoridicida och familjen sköldlussteklar. Inga underarter finns listade i Catalogue of Life.